# Cymodoce allegra
Cymodoce allegra är en kräftdjursart som beskrevs av Hurley och Jansen 1977. Cymodoce allegra ingår i släktet Cymodoce och familjen klotkräftor.
Artens utbredningsområde är havet kring Nya Zeeland. Inga underarter finns listade i Catalogue of Life.